# Remella
Remella là một chi bướm ngày thuộc họ Bướm nâu.